# Clérac
Clérac là một xã trong tỉnh Charente-Maritime trong vùng Nouvelle-Aquitaine, tây nam nước Pháp. Xã Clérac nằm ở khu vực có độ cao trung bình 90 mét trên mực nước biển.